# مگان دوهامل
مگان دوهامل (انگلیسی: Meagan Duhamel؛ زادهٔ ۸ دسامبر ۱۹۸۵) اسکیت‌باز نمایشی اهل کانادا است.